# Lucas Torró
Lucas Torró Marset (ur. 19 lipca 1994 w Cocentainie) – hiszpański piłkarz grający na pozycji pomocnika w CA Osasuna.